# De oesters van Nam Kee (boek)

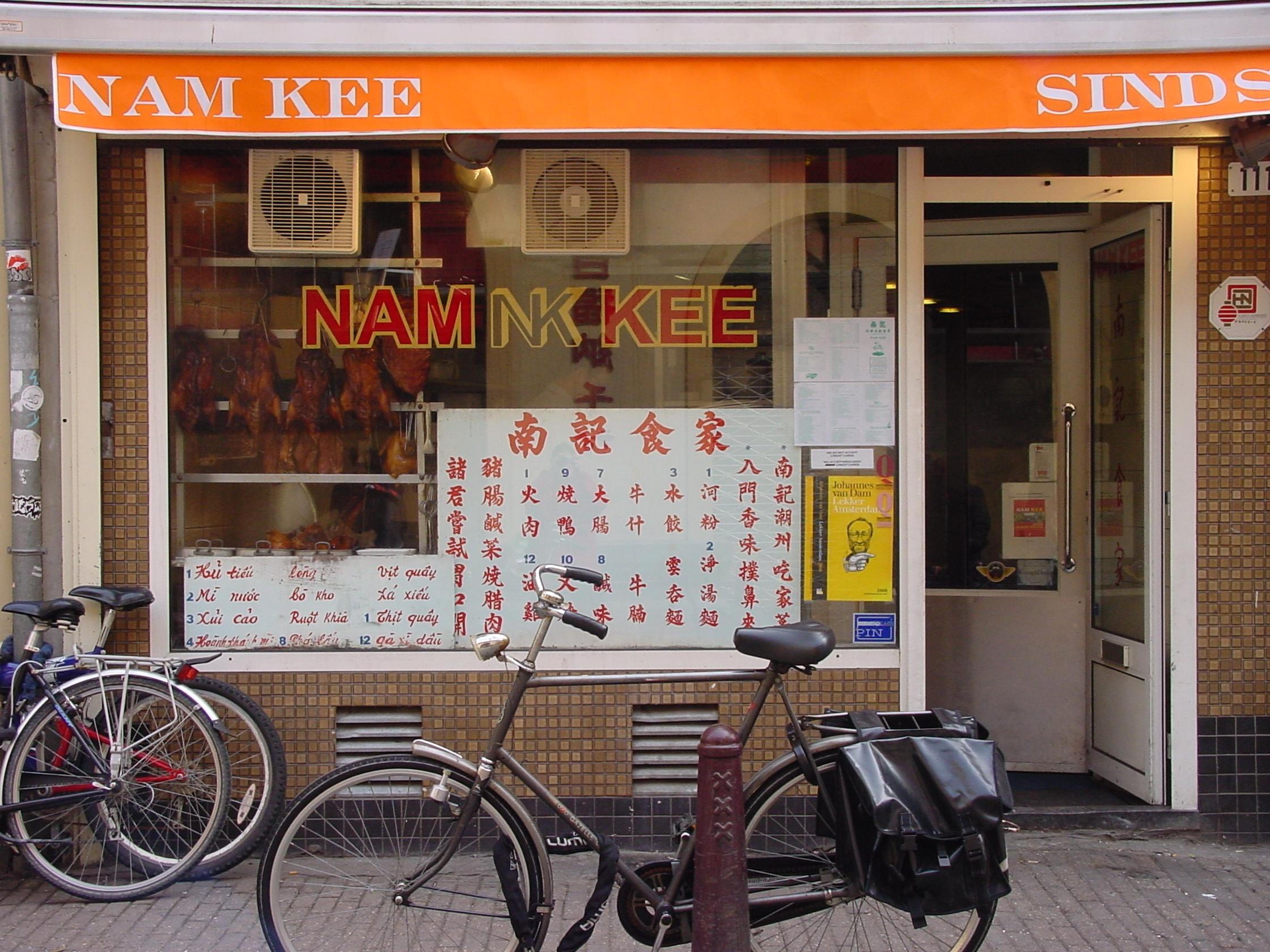
Nam Kee aan de Zeedijk in Amsterdam

De oesters van Nam Kee is een Nederlands boek van de schrijver Kees van Beijnum. Het verscheen in 2000. Het boek is in 2002 verfilmd, met in de hoofdrollen Katja Schuurman en Egbert-Jan Weeber.

## Verhaal
De 18-jarige gymnasiast Berry Kooijman woont in Amsterdam en gaat om met criminele vrienden. Hij belandt in de gevangenis en daar zet hij zijn leven tot dan toe op papier. Een belangrijke rol daarin speelt de 19-jarige Thera, die voor mannen danst en korte tijd een vurige relatie met Berry heeft. Wanneer het uitgaat, zit Berry vol verdriet; hij ziet het niet meer zitten en dreigt zelfs zelfmoord te plegen. In een opwelling gooit hij een steen naar de burgemeester van Amsterdam, die daardoor zwaargewond raakt. Berry vlucht naar het vakantiehuis van zijn ouders in het Franse dorp Bretteville-sur-Laize, waar hij na enige tijd gearresteerd wordt.

## Achtergronden
De titel verwijst naar het Chinese restaurant waar Thera zeer regelmatig komt en oesters eet, en dat echt bestaat, Nam Kee aan de Zeedijk.